# Freiburgkrieg
Der Freiburgkrieg 1447–48 (manchmal auch als Savoyerkrieg bezeichnet, wobei damit jedoch in der Regel der Krieg von Genf und Bern mit Savoyen 1589–1602 gemeint ist) war eine militärische Auseinandersetzung zwischen der seit 1277 habsburgischen Stadt Freiburg und dem Herzogtum Savoyen sowie dem Berner Stadtstaat, womit es der vierte und letzte grössere militärische Konflikt zwischen Freiburg und Bern im Spätmittelalter war.

## Vorgeschichte
Die Stadt Freiburg mit ihrer Landschaft war zum Zeitpunkt des Endes der Kampfhandlungen im Alten Zürichkrieg (1446) eines der letzten österreichischen Gebiete in der heutigen Schweiz. Die anderen Gebiete (Thurgau, Sarganserland, Winterthur und Rapperswil) lagen alle in der Ostschweiz, was Freiburg von der Schutzmacht Habsburg territorial völlig isolierte. 1403 schloss Freiburg mit Bern ein Burgrecht (erstes Bündnis 1243) und war somit auch mit der Eidgenossenschaft verbündet, 1412 wurde es in ein Bündnis Berns mit Savoyen aufgenommen. Die Stadt litt jedoch schon seit längerem unter dieser zwiespältigen Stellung. Das Bündnis mit Bern regelte die schwierige Neutralitätsfrage nur unvollständig, da beide Städte theoretisch in einen Krieg zwischen ihren Oberherren, Habsburg-Österreich und dem Reich, verwickelt werden konnten. Für den Fall eines viel wahrscheinlicheren Krieges zwischen Bern und Österreich hatten sich die Freiburger abgesichert: Sie verpflichteten sich, bei einem bernischen Kriegsauszug mit eigenen Truppen nur so weit vorzustossen, dass sie sich innerhalb eines Tages wieder hinter ihre Stadtmauern zurückziehen konnten. Während der Eroberung des Aargaus 1415 hatte sich diese Regelung bewährt, sie sandten lediglich einen 700 Mann starken Wachtrupp an die Aare, da sie weder Bern die Hilfe verweigern noch Österreich die Treue brechen konnten, womit sich ihr militärischer Einsatz eigentlich nur auf einen symbolischen Akt beschränkte. Den österreichischen Vorwürfen konnten sie leicht entgegenhalten, dass bei einem anderen Entscheid die Gefahr bestand, zu einer Vogtei Berns zu werden.
Freiburg strebte im Laufe der Jahre zunehmend eine selbständige Politik an. In der Stadt gab es wohlhabende Bürger, die eher eidgenössisch gesinnt waren; diese glaubten die Unabhängigkeit ihrer Stadt durch einen endgültigen Bruch mit Österreich gegenüber Bern und Savoyen besser zu wahren, als auf eine weit entfernte Schutzmacht zu hoffen, dessen Hilfe ohnehin ungewiss war, wie es sich besonders 1387/88 im Sempacherkrieg gezeigt hatte.
Im Alten Zürichkrieg verhielt sich Freiburg neutral, wobei die Stadt sich recht unbegründete Vorwürfe der Passivität von der Seite der Eidgenossen, vor allem von Bern, gefallen lassen musste. Bern war ebenfalls mit dem Herzogtum Savoyen verbündet, das ebenfalls gegen Habsburg eingestellt war. Dass sich die Habsburger 1444 im Alten Zürichkrieg Frankreich, dem das savoyische Herzogtum ohnehin misstraute, angenähert hatten, verschärfte die Situation zusätzlich.
Der Freiburgkrieg entzündete sich jedoch vor allem an der Tatsache, dass Herzog Ludwig der Ältere von Savoyen die Herrschaft über die Stadt Freiburg und deren fruchtbare Landschaft anstrebte, wohl vor allem um die ständige Geldnot des Herzogtums zu beheben. Durch sein ungeschicktes Verhalten blieb dieser Plan jedoch nicht lange geheim. Durch die Drohungen, Schikanen und die Ausnützung belangloser Vorfälle vonseiten Herzog Ludwigs erhielt die österreichische Partei in Freiburg, die vor allem bei den Bauern breite Unterstützung fand, wieder starken Auftrieb. Diese verhielten sich daraufhin jedoch ebenfalls politisch ungeschickt und begingen dabei zwei für die Stadt verhängnisvolle Fehler: Erstens lehnten sie Berns Hilfe ab und betrieben Propaganda gegen die noch immer gegen Zürich und Habsburg kämpfenden Berner und Eidgenossen. Somit hatte Freiburg keine Hilfe von der Eidgenossenschaft, die ein erneutes Zusammengehen Freiburgs mit Habsburg befürchtete. Zweitens sandten sie am 17. Dezember 1447 dem Herzog von Savoyen eine Kriegserklärung mit der Begründung der zahlreich vorgekommenen administrativen Schikanen, der Wirtschaftssperre und den von savoyischen Anhängern und Spitzeln verübten Gewaltakten. Damit kam Freiburg jedoch den Absichten Ludwigs entgegen, dessen Ziel genau dies war. Da Bern, politisch weitsichtiger, dies erkannte, sicherte es dem Herzog 1448 zwar militärische Hilfe gegen Freiburg zu, jedoch unter der Bedingung, dass weder Savoyen noch Bern das freiburgische Territorium teilweise oder ganz annektieren durften, ausser dass Freiburg dies selbst wünschte.

## Ereignisse und Folgen

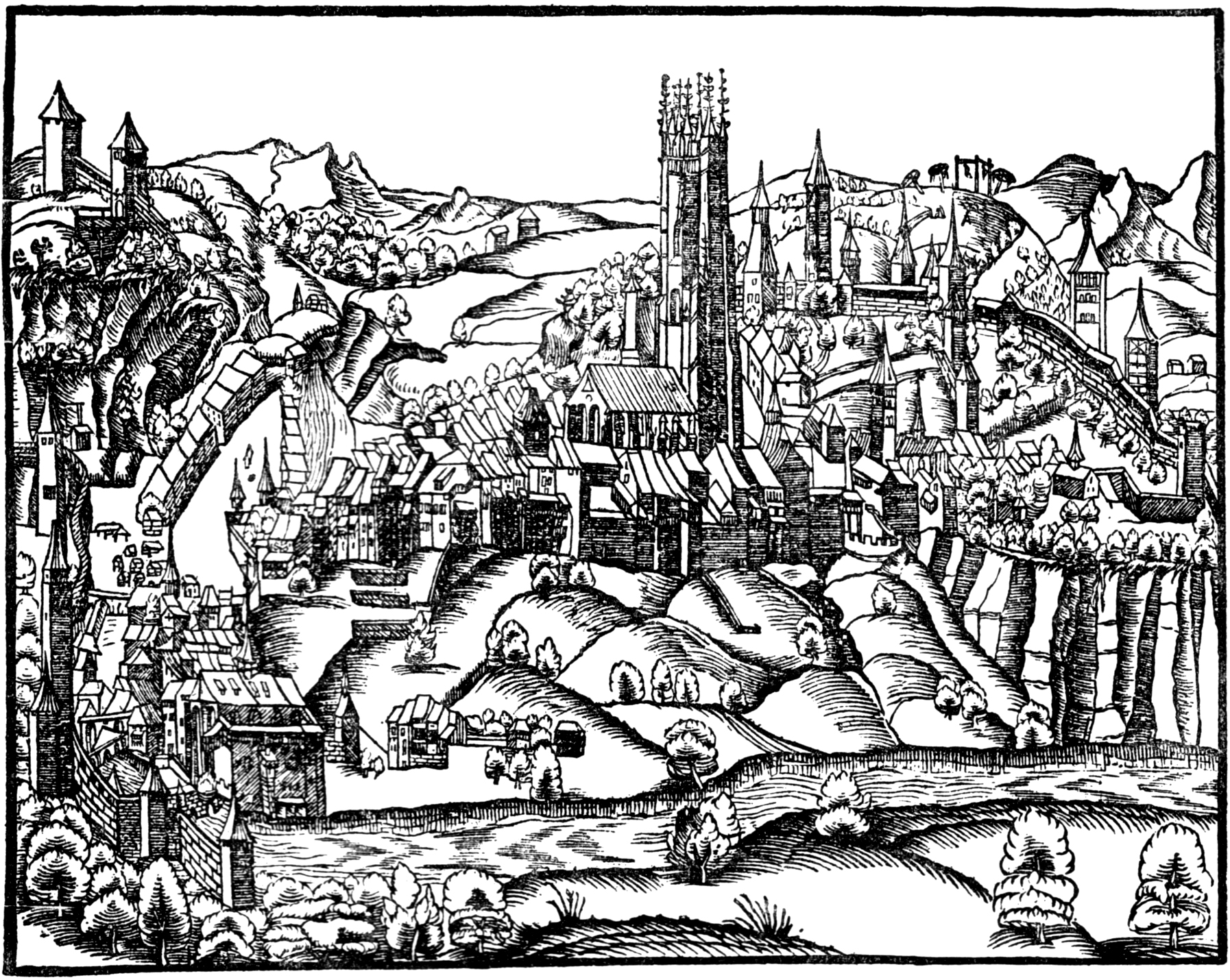
Bild von Freiburg 1548 in der Chronik von Johannes Stumpf

In dem darauf folgenden Kleinkrieg 1447 zerstörten die Freiburger mehrere Orte wie Noréaz und am Weihnachtstag Montenach, 1448 Corserey.
Nach dem Kriegseintritt der Berner überzogen diese das freiburgische Gebiet mit einem gründlichen Raubkrieg und Freiburg war, auch durch die ausbleibende Hilfe Österreichs bedingt, militärisch nicht in der Lage, einen Zweifrontenkrieg zu führen.
Am 16. Juli 1448 musste Freiburg sich in dem diktierten Frieden von Murten unterwerfen. Die Kriegskosten wurden vollumfänglich Freiburg auferlegt, Savoyen verlangte eine Entschädigung in einer für die Zeit astronomischen Summe von 100'000 Rheinischen Gulden. Die wohlhabenden Bürger Freiburgs fühlten sich nicht zur Zahlung verpflichtet und weigerten sich mit der Begründung, dass sie den Krieg ja nicht gewollt hätten. Die freiburgische Obrigkeit verfügte hohe Steuern und nahm Zwangsanleihen auf, was einen sozialen Aufruhr verursachte, welche die Stadt unregierbar machte. 1449 griff Herzog Albrecht VI. von Österreich persönlich ein und stellte einen Landbrief zugunsten der Bauern aus, schaffte damit jedoch auch keine Beruhigung, die rivalisierenden Parteien bekämpften sich weiterhin, und das Problem der Schulden blieb ungelöst. 1451 versuchten die Anhänger Österreichs durch eine Verschwörung ihre Ziele durchzusetzen, scheiterten damit allerdings.
1452 unterwarf sich Freiburg Savoyen und sagte sich damit endgültig von Österreich los. Savoyen erliess Freiburg die Kriegskontributionen und bestätigte und erweiterte sogar die Privilegien der Stadt. Bern war durch den Vertragsbruch von Savoyen verärgert und drohte Freiburg gar mit erneutem Krieg, das Bündnis mit Savoyen blieb aber bestehen. Bern erkannte jedoch, dass es sich mit dem Erwerb Freiburgs einerseits ernsthafte administrative und politische Probleme aufgeladen hätte, die durch die rasche, erst vor kurzem erfolgte Ausdehnung seines Gebietes noch verschärft worden wäre. Andererseits war es vor allem auch gegen den Willen seiner eidgenössischen Verbündeten.
1454 erneuerte Bern sein Burgrecht mit Freiburg, das durch den Frieden von Murten theoretisch aufgelöst war, und knüpfte damit neue freundschaftliche Beziehungen mit Freiburg, das 1460 auch an der Seite der Eidgenossen am Thurgauerkrieg teilnahm. Besonders als die Herrschaft Romont des Grafen Jakob von Romont, eines Bruders des Herzogs (ab 1465) Amadeus IX. des Glücklichen (dem Sohn Ludwigs, der aufgrund seines Gesundheitszustandes das Herzogtum seiner Ehefrau Yolanda überliess, einer Schwester Ludwigs XI.), errichtet war, fühlte sich Freiburg weiterhin bedroht und in seiner eigenen staatlichen Entwicklung gehemmt. In der Folgezeit setzte sich die Stadt trotz der Anerkennung der savoyischen Oberhoheit zunehmend über diese hinweg, da Freiburg und Bern schon in den Walliser Zügen 1418–20 die militärische Schwäche von Savoyen erkannten. Freiburg scheute sich auch nicht, selbständig und meist im Einvernehmen mit Bern, Verhandlungen mit den eidgenössischen Orten, Österreich und dem Reich zu führen.
Formell verzichtete Österreich erst 1474 in der Ewigen Richtung auf Freiburg, und 1477 nach der Teilnahme an den Burgunderkriegen schüttelte Freiburg die Herrschaft von Savoyen ab und wurde ein souveräner Stadtstaat. 1478 wurde es eine Freie Reichsstadt und am 22. Dezember 1481 wurde Freiburg zusammen mit Solothurn nach vorübergehenden sozialen Spannungen (→Stanser Verkommnis) als 9. und 10. Orte in die Eidgenossenschaft aufgenommen.